# Palythoa nigricans
Palythoa nigricans is een Zoanthideasoort uit de familie van de Sphenopidae. De wetenschappelijke naam van de soort is voor het eerst geldig gepubliceerd in 1898 door McMurrich.